# Seznam osebnosti iz Občine Idrija
Seznam osebnosti iz Občine Idrija je seznam oseb, ki so se rodile, delovale ali umrle na ozemlju občine Idrija.

## Pesniki, pisatelji, časnikarji, novinarji
- Črtomir Šinkovec, publicist, pesnik, pisatelj (1914, Vojsko, Idrija - 1983, Ljubljana )
- Anton Žakelj, pesnik, zbiralec ljudskih pesmi, duhovnik (1816, Ledine - 1868, Veliki Trn)
- Aleš Čar, pisatelj (1971, Idrija)
- Bogdan Božič, časnikar (1946, Idrija)
- Filip Šemrl, novinar, dopisnik  RTV Slovenija za Severno Primorsko (1955/6, Idrija - 2020, Idrija)
- France Bevk, pisatelj, pesnik, dramatik, publicist, prevajalec, častni občan občine Idrija (1960) (1890, Zakojca - 1970, Ljubljana)
- Frančišek Svetličič, pesnik, duhovnik (1814, Idrija - 1881, Ljubljana)
- Ivan Bizjak, učitelj, pisatelj, urednik (1936, Črni Vrh, Idrija - 2018)
- Janez Gruden, prevajalec, pisatelj, esejist (1887, Vojsko, Idrija - 1930 Ljubljana)
- Janez Trček, časnikar (1891, Idrija - 1942, New Jersey)
- Janko Svetina, novinar in komentator (1932, Medvode - 2020, Ljubljana)
- Jožef Zazula, pesnik, publicist, fotograf (1870, Idrija - 1944, Bjelovar)
- Karel Dežman, pesnik, politik, muzealec, naravoslovec (1821, Idrija - 1889, Ljubljana)
- Matej Hladnik, pisatelj, pesnik, duhovnik (1806, Črni Vrh, Idrija - 1865, Gorica)
- Viktor J. Valjavec, časnikar (1876, Idrija - 1954, New Jersey)
- Vladimir Kenda, časnikar (1915, Idrija - 1997, Trst)

## Duhovniki, redovnice
- Adolf Harmel, duhovnik, baritonist, zborovodja (1847, Idrija - 1893, Komen)
- Anton Alojzij Wolf, duhovnik, škof (1782, Idrija - 1859, Ljubljana)
- Anton Kavčič, šolnik, govornik, duhovnik, redovnik, jezuit, škof, stolni prošt (1743, Idrija - 1814, Ljubljana)
- Andrej Albrecht, nabožni pisec, duhovnik, stolni prošt, konzistorialni svetnik (1782, Idrija - 1848, Novo mesto)
- Andrej Likar, nabožni pisec, duhovnik (1826, Spodnja Idrija - 1865, Polom)
- Ahacija Kacin, redovnica, šolska sestra (1899, Idrija - 1979, Gorica)
- Anton Urbas, speleolog, duhovnik, kanonik (1822, Idrija - 1899, Ljubljana)
- Franc Krassnig, duhovnik, redovnik, jezuit (1672, Idrija - 1730, Ljubljana)
- Franc de Paula Hladnik, botanik, teolog, duhovnik (1773, Idrija - 1844, Ljubljana)
- Frančišek Lampe, duhovnik, teolog, kanonik, urednik (1859, Zadlog - 1900, Ljubljana)
- Frančišek Svetličič, pesnik, duhovnik (1814, Idrija - 1881, Ljubljana)
- Gašper Švab[1], bogoslovni pisec, duhovnik (1797, Bohinjska Bistrica - 1866, Dob)
- Ignacij Breitenberger, duhovnik (1885, Idrija - 1961, Vipava)
- Ivan Albreht, duhovnik, prosvetni delavec (1945, Dole, Idrija)
- Janez Gnjezda, duhovnik, konzistorialni svetnik, glasbeni teoretik (1838, Idrija - 1904 Ljubljana)
- Janez Rozman, duhovnik (1832, Godovič - 1909, Ljubljana)
- Jernej Uršič, narodni buditelj, duhovnik (1784, Idrija - 1860, Kamna Gorica)
- Jožef Seigerschmied, duhovnik, apologetični pisec, nabožni pisec (1868, Idrija - 1942, Blejska Dobrava)
- Jožef Velikanje, narodni buditelj, duhovnik (1843, Srednja Kanomlja - 1921, Idrija)
- Matej Hladnik, pisatelj, pesnik, duhovnik (1806, Črni Vrh, Idrija - 1865, Gorica)
- Matija Ozbič, podobar (1828, Črni Vrh, Idrija - 1888, Kamnik)
- Mihael Arko, organizator, zgodovinar, deželni poslanec, duhovnik (1857, Zapotok - 1938, Idrija)
- Vinko Kobal duhovnik, publicist (1928, Vrhpolje, Vipava - 2001, Godovič)

## Zdravniki, farmacevti
- Alfred Bogomir Kobal, zdravnik, raziskovalec živega srebra (1934 - 2021)
- Anton Makovic, zdravnik, kirurg, porodničar (1750, Kostanjevica na Krki - 1803, Idrija)
- Blaž Hafner, zdravnik (1758, Škofja Loka - 1834, Idrija)
- Giovanni Antonio Scopoli[2], naravoslovec, botanik, zdravnik (1723, Trentino, Beneška Republika - 1788, Pavia, Beneška Republika)
- Henrik Freyer, botanik, farmacevt, geolog, paleontolog, kartograf (1802, Idrija - 1866, Ljubljana)
- Jurij Dolinar, zdravnik, kirurg, botanik (1794, Radeče - 1872, Idrija)
- Jože Felc, psihiater, pisatelj (1941, Spodnja Idrija - 2010, Celje)
- Jožef Ignacij Fanton de Brunn, zdravnik, veterinar (1754, Ljubljana - 1795, Idrija)
- Ludvik Grbec, zdravnik, okulist (1805, Škofja Loka - 1880, Idrija)
- Pavla Jerina Lah, slovenska zdravnica, vodja Partizanske bolnice Pavla (1916, Borovnica - 2007, Črni Vrh pri Idriji)
- Ivica Kavčič, slovenska kemičarka, lokalna raziskovalka, častna občanka (2021) (1933, Idrija)

## Učitelji, šolniki
- Anton Kacin, šolnik, literarni zgodovinar, urednik, prevajalec (1901, Spodnja Idrija - 1984, Opčine)
- Danilo Fajgelj, učitelj, organist, skladatelj (1840, Idrija - 1908, Gorica)
- Drago Vončina, šolnik, romanist, slavist (1900, Gore, Idrija - 1980, Ljubljana)
- Emanuel de Torres[3], grof, šolnik, pravnik (1743, Gorica - 1789, Gorica)
- Engelbert Gangl, učitelj, avtor učbenikov, pesmi in črtic (1873, Metlika - 1950, Metlika)
- Franc Govekar, šolnik (1840, Idrija - 1890, Ljubljana)
- Ivan Bizjak, učitelj, pisatelj, urednik (1936, Črni Vrh, Idrija - 2018)
- Ivanka Ferjančič, učiteljica čipkarstva (1850, Idrija - 1879, Idrija)
- Jelko Kašca, učitelj in javni delavec (?? - 2020, Idrija)
- Josip Reisner[4], šolnik, politik (1875, Ljubljana - 1955, Ljubljana)
- Leopold Belar, glasbenik, učitelj (1828, Idrija - 1899, Ljubljana)
- Leopold Cvek, učitelj, glasbenik, skladatelj (1814, Idrija - 1896, Ljubljana)
- Miroslav Plesničar, prevajalec, učitelj (1872, Čepovan - 1894, Idrija)
- Slavica Božič, šolnica, družbenopolitična delavka (1910, Podbrdo - 1975, Idrija)
- Slavica Burnik, učiteljica, narodna delavka (1882, Idrija - 1939, Maribor)
- Vinko Cuderman, pedagog, profesor slovenščine (1933, Tupeliče, Preddvor - 2011, Ljubljana)

## Igralci, glasbeniki, plesalci, umetniki
- Fran Gross, pravnik, glasbenik (1851, Nazarje - 1892, Idrija )
- Franc Treven, koralist, skladatelj (1857, Idrija - 1937, Bratislava)
- Ludovik Grilc, slikar (1851, Idrija - 1910, Ljubljana)
- Luka Čeferin, slikar, podobar (1805, Leskovica - 1859, Idrija)
- Marica Vogelnik, pianistka, glasbena pedagoginja (1904, Idrija - 1976, Ljubljana)
- Mila Kogej, operna pevka, koncertna pevka (1903, Idrija - 1982, Ljubljana)
- Nande Rupnik, slikar, likovnik, galerist (1949, Idrija)
- Nikolaj Pirnat, kipar, slikar, grafik (1903, Idrija - 1948, Ljubljana)
- Ruth Vavpotič, baletna plesalka (1908, Idrija - 1996, Szeged)
- Silvij Kobal, igralec (1928, Idrija - 1991, Trst)
- Valo Bratina, gledališki igralec, gledališki režiser, scenograf (1887, Idrija - 1954, Ljubljana)
- Zorko Prelovec, glasbenik, skladatelj, zborovodja (1887, Idrija - 1939, Ljubljana )
- Armin Ćoralić, pianist (1990, Idrija)
- Žiga Lakner, tenorist (1995, Idrija)
- Nataša Contaldo, sopranistka (1990, Idrija)
- Nace Kogej, saksofonist (1994, Idrija)

## Športniki
- Stanko Bloudek, športnik, športni delavec, letalski konstruktor, član MOK  (1890, Idrija - 1959, Ljubljana)
- Rok Turk, voznik rallyja
- Darko Peljhan, najuspešnejši slovenski voznik rallyja
- Luka Rupnik, košarkar (1993, Idrija)
- Jan Tratnik, kolesar (1990, Idrija)

## Druge osebnosti[5]
- Anton Podobnik, pravnik, župan (1755, Idrija - med 1798 in 1808)
- Albin Sedej, veterinar (1908, Idrija - 1970, Ljubljana)
- Damir Feigel, humorist (1879, Idrija - 1959, Gradišče nad Prvačino)
- Ivan Lapajne, prosvetni delavec, pedagoški pisec, gospodarstvenik (1849, Vojsko, Idrija - 1931, Krško)
- Ivan Mohorič, pravnik, politik, gospodarstvenik, zgodovinopisec (1888, Idrija - 1980, Ljubljana)
- Janko Mačkovšek, gradbenik, narodni delavec, politik (1888, Idrija - 1945, Dachau)
- Jožef Blaznik, tiskar, založnik (1800, Idrija - 1872, Ljubljana)
- Julij Głowacki, naravoslovec, botanik (1846, Idrija - 1915, Gradec)
- Marko Vincenc Lipold, montanist, geolog (1816, Mozirje - 1883, Idrija)
- Mirko Božič, bančnik (1884, Idrija - ?)
- Neda Pagon, družboslovka, sociologinja (1941, Črni Vrh nad Idrijo - 2020, Ljubljana)
- Slavica Pavlič, zgodovinarka, muzealka (1929, Zemun - 2020, Ljubljana)
- Štefan Lapajne, pravnik (1855, Idrija - 1912, Ljubljana)
- Ivan Svetlik, sociolog, univ. prof., minister za delo in družino, rektor UL (1950, Spodnja Kanomlja)